# Vàng(I) oxalat
Vàng(I) oxalat là một hợp chất vô cơ công thức hoá học là Au2C2O4, là muối của axit oxalic. Hợp chất không tan trong nước, trong phân tử vàng(I) oxalat, ion vàng có số oxy hóa là +1.

## Tinh chất hóa học
Vàng có tính khử rất yếu nên dễ bị các kim loại khác đẩy ra khỏi dung dịch muối của nó như kali, calci, nhôm, sắt,… (các phản ứng dưới đây chỉ xảy ra khi đun nóng). 
Au2C2O4 + 2K → 2Au + 3K2C2O4
2Au2C2O4 + 2Ca → 4Au + CaC2O4
3Au2C2O4 + 2Al → 6Au + Al2(C2O4)3
3Au2C2O4 + 2Fe → 6Au + Fe2(C2O4)3

## Điều chế
Vàng(I) oxalat được điều chế bằng cách cho vàng(III) selenat hoặc vàng tác dụng với axit oxalic, tạo thành kết tủa.